# Ocotea camphoromoea
Ocotea camphoromoea är en lagerväxtart som beskrevs av J.G. Rohwer. Ocotea camphoromoea ingår i släktet Ocotea och familjen lagerväxter. Inga underarter finns listade i Catalogue of Life.